# Hans Plenk
Hans Plenk   (Bad Reichenhall, 21 de febrer de 1938 - Schönau am Königssee, 10 de setembre de 2023) va ser un corredor de luge alemany que va competir durant la dècada del 1960.
El 1964 va prendre part en els Jocs Olímpics d'Hivern d'Innsbruck, on va guanyar la medalla de bronze en la prova individual del programa de luge. Quatre anys més tard, als Jocs de Grenoble, fou quart en la prova per parelles, i sisè en la prova individual.
En el seu palmarès també destaquen una medalla d'or, dues de plata i dues de bronze al Campionat del món de luge i vuit campionats alemanys.